# Dominica op de Olympische Zomerspelen 2024
Dominica nam deel aan de Olympische Zomerspelen 2024 in Parijs, Frankrijk.

## Medailleoverzicht
| Medaille | Naam        | Sport    | Onderdeel              | Datum           |
| -------- | ----------- | -------- | ---------------------- | --------------- |
| Goud     | Thea LaFond | Atletiek | Hink-stap-springen (v) | 3 augustus 2024 |

## Aantal deelnemers
Hieronder volgt een overzicht van de atleten die zich kwalificeerden voor de Olympische Zomerspelen van 2024.
| Sport    | Mannen | Vrouwen | Totaal |
| -------- | ------ | ------- | ------ |
| Atletiek | 1      | 1       | 2      |
| Zwemmen  | 1      | 1       | 2      |
| Totaal   | 2      | 2       | 4      |

## Deelnemers en resultaten

### Atletiek

#### Loopnummers
| atleet       | onderdeel | series  | series | herkansingen | herkansingen | halve finale   | halve finale   | finale         | finale         |
| atleet       | onderdeel | tijd    | rang   | tijd         | rang         | tijd           | rang           | tijd           | rang           |
| ------------ | --------- | ------- | ------ | ------------ | ------------ | -------------- | -------------- | -------------- | -------------- |
| Dennick Luke | 800 m     | 1.47,54 | 8 H    | 1.46,81 NR   | 6            | niet geplaatst | niet geplaatst | niet geplaatst | niet geplaatst |

#### Technische nummers
Vrouwen
| atleet      | onderdeel        | kwalificaties | kwalificaties | finale  | finale  |
| atleet      | onderdeel        | afstand       | rang          | afstand | rang    |
| ----------- | ---------------- | ------------- | ------------- | ------- | ------- |
| Thea LaFond | hinkstapspringen | 14,35m        | 7             | 15,02m  | 1 [ 1 ] |

### Zwemmen
Voor de eerste keer sinds 2000 mag Dominica 2 zwemmers naar de Spelen sturen.
Mannen
| atleet          | onderdeel       | series | series | halve finale   | halve finale   | finale         | finale         |
| atleet          | onderdeel       | tijd   | rang   | tijd           | rang           | tijd           | rang           |
| --------------- | --------------- | ------ | ------ | -------------- | -------------- | -------------- | -------------- |
| Warren Lawrence | 50 m vrije slag | 24,67  | 52     | niet geplaatst | niet geplaatst | niet geplaatst | niet geplaatst |

Vrouwen
| atlete            | onderdeel       | series | series | halve finale   | halve finale   | finale         | finale         |
| atlete            | onderdeel       | tijd   | rang   | tijd           | rang           | tijd           | rang           |
| ----------------- | --------------- | ------ | ------ | -------------- | -------------- | -------------- | -------------- |
| Jasmine Schofield | 50 m vrije slag | 29,91  | 60     | niet geplaatst | niet geplaatst | niet geplaatst | niet geplaatst |